# Omar Blanco
Héctor Omar Blanco Gómez (17 de julio de 1975, Guadalajara, Jalisco) es un exfutbolista mexicano. Jugaba en la posición de defensa, y su equipo de retiro fue el Deportivo Toluca de la Primera División de México.

## Trayectoria
Este defensa surge de la cantera atlista, debutando en la temporada 95-96 
en Primera División, en la victoria como local del Atlas 2-0 sobre Santos, en juego de la Jornada 1. En el Invierno 1996 juega para Toluca, donde adquiere cierta regularidad, convirtiéndose en parte clave de la línea defensiva que ayudó al Toluca a ganar los títulos de liga en el Verano 1998, Verano 1999 y Verano 2000 con jugadores de talla como José Manuel Abundis, David Rangel, Enrique Alfaro, Salvador Carmona y compartiendo una dupla con Alberto Macías en la central. En el Apertura 2002 regresa a lo Zorros y se consolida como pieza clave de la zaga rojinegra. Es un defensa central inteligente, de buena marca, sobrio y seguro, tiene buen manejo de la pelota cuando tiene que convertirse en una salida de su equipo. Sale del Atlas debido a que dejó de tener actividad y fue reclutado por el Ojitos Meza en su regreso al Toluca en el Clausura 2005. Para el Apertura 2005 fichó por los Jaguares de Chiapas donde nunca jugó.

### Clubes
| Club                | País          | Año           | Partidos | Goles | Media |
| ------------------- | ------------- | ------------- | -------- | ----- | ----- |
| Atlas F.C.          | México        | 1995 - 1996   | 32       | 1     | 0.03  |
| Deportivo Toluca    | México        | 1996 - 2002   | 218      | 8     | 0.03  |
| Atlas F.C.          | México        | 2002 - 2004   | 67       | 5     | 0.07  |
| Deportivo Toluca    | México        | 2004 - 2005   | 1        | 0     | 0     |
| Jaguares de Chiapas | México        | 2005          | 0        | 0     | 0     |
| Gallos de Caliente  | México        | 2006          | 12       | 1     | 0.08  |
| Total carrera       | Total carrera | Total carrera | 336      | 15    | 0.04  |

## Estadísticas

### Clubes
La siguiente tabla detalla los encuentros disputados y los goles marcados en los clubes en los que ha militado.
| Atlas F.C. · México |               |               |     |    |    |    |    |     |     |    |
| 1ª | 1995-96       | 32            | 1   | 4  | 0  | -  | -  | 36  | 1   |    |
| 1ª | 2002-03       | 30            | 3   | 2  | 0  | -  | -  | 32  | 3   |    |
| 1ª | 2003-04       | 32            | 2   | 4  | 0  | -  | -  | 36  | 2   |    |
| Total club | Total club    | 94            | 6   | 11 | 0  | -  | -  | 105 | 6   |    |
| Deportivo Toluca · México |               |               |     |    |    |    |    |     |     |    |
| 1ª | 1996-97       | 17            | 0   | 3  | 0  | -  | -  | 20  | 0   |    |
| 1ª | 1997-98       | 35            | 0   | -  | -  | 3  | 0  | 38  | 0   |    |
| 1ª | 1998-99       | 41            | 2   | 1  | 0  | 1  | 0  | 43  | 2   |    |
| 1ª | 1999-00       | 30            | 0   | 4  | 0  | -  | -  | 34  | 0   |    |
| 1ª | 2000-01       | 37            | 2   | -  | -  | 5  | 1  | 42  | 3   |    |
| 1ª | 2001-02       | 36            | 2   | 4  | 1  | 1  | 0  | 41  | 3   |    |
| 1ª | 2004-05       | 1             | 0   | -  | -  | -  | -  | 1   | 0   |    |
| Total club | Total club    | 197           | 6   | 11 | 1  | 10 | 1  | 219 | 8   |    |
| Jaguares de Chiapas · México |               |               |     |    |    |    |    |     |     |    |
| 1ª | 2005-06       | 0             | 0   | -  | -  | -  | -  | 0   | 0   |    |
| Total club | Total club    | 0             | 0   | -  | -  | -  | -  | 0   | 0   |    |
| Gallos Caliente · México |               |               |     |    |    |    |    |     |     |    |
| 2ª | 2005-06       | 12            | 1   | -  | -  | -  | -  | 12  | 1   |    |
| Total club | Total club    | 12            | 1   | -  | -  | -  | -  | 12  | 1   |    |
| Total carrera | Total carrera | Total carrera | 303 | 13 | 23 | 1  | 10 | 1   | 336 | 15 |
| (1)Incluye datos de la Copa México, Pre Pre Libertadores (1998, 1999, 2001 y 2002) e InterLiga (2004). (2)Incluye datos de la Copa Campeones CONCACAF (1998 y 1999) y Copa Merconorte (2000). |               |               |     |    |    |    |    |     |     |    |

3 Jugó el único partido de la Copa de Campeones de la Concacaf 2001 debido a que se canceló el torneo por razones de reestructuración .

### Selección nacional
| Selección  | Año        | Amistosos | Amistosos | Eliminatorias | Eliminatorias | Mundial | Mundial | Copa Oro | Copa Oro | Copa América | Copa América | Copa Confederaciones | Copa Confederaciones | Total | Total |
| Selección  | Año        | Part.     | Goles     | Part.         | Goles         | Part.   | Goles   | Part.    | Goles    | Part.        | Goles        | Part.                | Goles                | Part. | Goles |
| ---------- | ---------- | --------- | --------- | ------------- | ------------- | ------- | ------- | -------- | -------- | ------------ | ------------ | -------------------- | -------------------- | ----- | ----- |
| México     |            |           |           |               |               |         |         |          |          |              |              |                      |                      |       |       |
| 2000       | 3          | 0         | 1         | 0             | -             | -       | -       | -        | -        | -            | -            | -                    | 4                    | 0     |       |
| 2001       | 3          | 0         | -         | -             | -             | -       | -       | -        | -        | -            | -            | -                    | 3                    | 0     |       |
| Total club | Total club | 6         | 0         | 1             | 0             | -       | -       | -        | -        | -            | -            | -                    | -                    | 7     | 0     |

## Selección nacional
Fecha de debut: 20 de septiembre de 2000
Partido de debut:  México 2-0  Ecuador
Entrenador que lo debutó: Enrique Meza
Su debut con el tricolor fue el 20 de septiembre de 2000 en la victoria por 2-0 ante Ecuador. Su último partido internacional tuvo lugar el 7 de marzo de 2001, un partido con muchos goles contra Brasil (3-3).

### Partidos internacionales
| # | Fecha                    | Rival             | Sede             | Estadio                       | Resultado | Competición                |
| - | ------------------------ | ----------------- | ---------------- | ----------------------------- | --------- | -------------------------- |
| 1 | 20 de septiembre de 2000 | Ecuador           | San Diego        | The Home Depot Center         | 2 - 0     | Amistoso                   |
| 2 | 27 de septiembre de 2000 | Bolivia           | San José         | Spartan Stadium               | 2 - 0     | Amistoso                   |
| 3 | 8 de octubre de 2000     | Trinidad y Tobago | Ciudad de México | Estadio Azteca                | 7 - 0     | Clasificación Mundial 2002 |
| 4 | 25 de octubre de 2000    | Estados Unidos    | Los Ángeles      | Los Angeles Memorial Coliseum | 0 - 2     | Amistoso                   |
| 5 | 24 de enero de 2001      | Bulgaria          | Morelia          | Estadio Morelos               | 0 - 2     | Amistoso                   |
| 6 | 31 de enero de 2001      | Colombia          | Los Ángeles      | Los Angeles Memorial Coliseum | 2 - 3     | Amistoso                   |
| 7 | 7 de marzo de 2001       | Brasil            | Guadalajara      | Estadio Jalisco               | 3 - 3     | Amistoso                   |

## Palmarés

### Campeonatos nacionales
| Título                     | Club             | País   | Año  |
| -------------------------- | ---------------- | ------ | ---- |
| Primera División de México | Deportivo Toluca | México | 1998 |
| Primera División de México | Deportivo Toluca | México | 1999 |
| Primera División de México | Deportivo Toluca | México | 2000 |

## Datos
En Primera División disputó 291 partidos marcando 12 goles en los clubes Atlas de Guadalajara y Deportivo Toluca. en la Selección Nacional jugó 7 partidos.